# Real Hero
Real Hero is een nummer van Nederlandse singer-songwriter Blaudzun uit 2021. Het is de eerste single van zijn achtste studioalbum Lonely City Exit Wounds.

## Achtergrondinformatie
"Real Hero" kwam binnen drie minuten tot stand. "Het moest eruit", zei Blaudzun over het nummer. De zanger schreef het nummer naar aanleiding van het ernstig zieke zoontje van een vriend. "Die jongen was al ernstig ziek, maar we hadden echt nog hoop dat hij het zou overleven. Ik schreef dit in de tijd dat er nog kansen waren op genezing", aldus Blaudzun. Het 4-jarige jongetje was zelf ook bewonderaar van Blaudzun. Samen met zijn vader heeft het jongetje daarom ook het nummer op de ic gezongen. De eerste keer dat Blaudzun het nummer live zong was op de begrafenis van het jongetje. "Maar nu klinkt het alsof het nummer heel vedrieting (sic) is. Het is een ode aan hem, het zit vol levenslust", vertelde Blaudzun.. Ook is de plaat volgens Blaudzun "een ode aan levenslust en alledaagse helden die ons leven de moeite waard maken", en gaat het over mensen die zich tijdens de coronapandemie hebben laten zien.
Het nummer werd een klein radiohitje, maar deed desondanks niets in de hitparades. Waardering kreeg het nummer wel. Zo kreeg Blaudzun in april 2022, een jaar nadat het nummer werd uitgebracht, een Kroonjueweel Award van radiozender KINK.